# Pêches et Prunes
Pêches et Prunes – ou simplement Fruits – est un tableau du peintre français Jean Siméon Chardin réalisé vers 1764. Cette huile sur toile de petit format est une nature morte qui représente deux pêches et cinq prunes sur une surface en bois. Exposée au Salon de 1765, l'œuvre fait partie de la collection de Pierre-Louis Eveillard lorsqu'elle est saisie sous la Révolution française. Elle est conservée au musée des Beaux-Arts d'Angers, à Angers.